# Mellersta Hallands Järnväg
Mellersta Hallands Järnväg (MHJ) var en enskild järnväg mellan Varberg och Halmstad via Falkenberg. Den 74 kilometer långa banan stod färdig 1886. Banan inköptes den 1 januari 1896 av Svenska staten genom Statens Järnvägar. Den kom sedan att ingå i Västkustbanan.

## Historia
Drivande bakom byggandet var intressen i Falkenberg som gärna såg en fortsättning norrut för Skåne-Hallands Järnväg. Att Varberg skulle bli ändstation i norr var dock inte givet från början. Varberg var inte villiga att satsa lika mycket pengar som Falkenberg, de hade ju redan järnvägsförbindelse genom Warberg-Borås Järnväg. Men genom en rejäl dusör från landstinget fick banan sitt förverkligande. Mellersta Hallands Järnvägsaktiebolag fick också ett statligt lån på 1,5 miljoner kronor som utbetalades mellan 1884 och 1886.
Genom tillkomsten av järnvägen fick länets mejerinäring ett uppsving och lönsamhet nåddes snabbt. Än bättre gick det efter att Göteborg-Hallands Järnväg öppnats 1888 som fortsättning från Varberg till Göteborg. Vid statens inlösen till fulla värdet gjorde således ägarna en försvarlig vinst.

### Banan
Det finns inte mycket kvar av den ursprungliga sträckningen. Banan har blivit ombyggd och flyttad med början i Varberg 1920[var?] fram till den senaste 2008 när järnvägen flyttades utanför Falkenbergs centrum.

### Fordon
Vid öppnandet 1886 ägde bolaget fyra ånglok, tolv personvagnar och 80 godsvagnar som 1895 hade ökat till sex ånglok, nitton personvagnar och 118 godsvagnar. All ångloken var tillverkade av Nydqvist & Holm i Trollhättan